# 高崇熙
高崇熙（1459年—1514年），字文明，山西太原府石州（今离石县）人，民籍，明朝政治人物。

## 生平
成化十九年（1483年）癸卯科山西鄉試第十二名舉人。弘治三年（1490年）中式庚戌科會試第二百二十五名，三甲第一百二十九名進士。都察院理刑，五年七月实授山東道監察御史，丁憂服闋，十年四月復除原职，十六年正月升陕西按察司副使，整饬固原等处兵备，正德二年（1507年）四月升四川按察使，三年十一月被罚米五百石，四年五月升四川右布政使，五年四月升貴州左布政使，五月改四川左布政使，六年正月升都察院右副都御史、巡视四川，征剿江津、播州蛮寇，五月改提督松潘军务兼理巡抚，十月从巡抚都御史林俊请求，移驻重庆，督兵征思南等处流贼，十二月改任四川巡抚。崇熙无统御才，常闭城自守，惟事招抚，尝与贼会于中江，呼廖麻子为□掌营，沉笠于江以为誓，又以临江市畀贼，贻患数年。纪功巡按御史交劾之，正德九年（1514年）令逮系至京，疽发背，卒于道。其子高荐奏辩，兵部尚书王琼私之，诡言崇熙有功无罪，十四年八月贈右都御史，仍荫升其子百户高荐为锦衣卫世袭副千户。

## 家族
曾祖高仕珍；祖父高整；父高岱，景泰丙子举人，山東觀城知縣。母李氏。慈侍下。兄崇辉（義官）。弟高重省（贡士）；高崇庆；高崇明。侄子高金，大名知府、蘇松兵备副使。